# پطرس
پِطرُس (به لاتین: Petrus) یا شمعون، یکی از دوازده حواری عیسی مسیح، رهبران کلیسای مسیحیت اولیه بودند. پطرس توسط عیسی مسیح در گفتگوی «صخرهٔ کلیسای من» در متی ۱۶:۱۸ به پیشوایی مسیحیان و مسیحیت برگزیده شد و این همان مقامی بود که مسیحیان کاتولیک آن را مقام «پاپ» می‌دانند و در نتیجه کلیسای کاتولیک پطرس را نخستین پاپ می‌داند که ۳۱ سال پاپ بود. همهٔ کلیساهای مسیحی باستان پطرس را به عنوان قدیسی مهم و بزرگ می‌شمارند و او را بانی کلیسای انطاکیه و بعدتر کلیسای رم می‌دانند، ولی در خصوص اقتدار جانشینان متعدد او در مسیحیت امروز اختلاف نظر دارند.
او در حدود سال یک میلادی در بیت صیدا به دنیا آمد. طبق سنت مسیحی، حکومت روم پطرس را در سال ۶۴ میلادی و در پایتخت این کشور (در رم) اعدام کرد.
مقبره وی در زیر کلیسای بزرگ واتیکان قرار دارد.

## خانواده پطرس
خانوادهٔ پطرس در جلیل در شهر بیت صیدا زندگی می‌کردند. آن‌ها هم خود ماهی‌گیر بودند و هم چندین قایق ماهی‌گیری داشتند، که به دیگران اجاره می‌دادند.
پدر پطرس یونا نام داشت. نام اصلی پطرس، شمعون بود. شمعون بعدها توسط عیسی مسیح به «کیفا» یا همان «پطرس» که به معنای صخره است ملقب شد. او برادری به نام اندریاس داشت، که پیش از او به عیسی مسیح ایمان آورد.

## پطرس در مسیحیت
«پطرس» شکلِ یونانی شدهٔ واژهٔ آرامی «کیفا» به معنی «صخره» است. بر اساس انجیل، علت نامگذاری شمعون به «پطرس» توسط عیسی مسیح اینگونه عنوان می‌شود:
«من بر این صخره کلیسای خود را بنا می‌کنم، و قدرت‌های جهنم، هرگز قادر به نابودی آن نخواهند بود. من کلیدهای ملکوت خدا را در اختیار تو (پطرس) می‌گذارم تا هر دری را بر روی زمین بگشایی در آسمان نیز گشوده شود و هر دری را بر روی زمین ببندی، در آسمان بسته شود»
- انجیل مرقس:

بر اساس سنّت مسیحی، مرقس رسول (نگارندهٔ انجیل مرقس)، شاگرد و دستیار پطرس رسول بود -پطرس او را فرزند ایمانی خود می‌نامد- که پسرعموی برنابا رسول و همکار/همیار پولس رسول بود. مرقس رسول انجیل مرقس را بر اساس روایت پطرس رسول به کتابت درآورد؛ به عبارت دیگر، راوی انجیل مرقس، پطرس رسول می‌باشد که مرقس آن‌ها را مکتوب نموده است. قدیمی‌ترین اشارهٔ به جای مانده به این موضوع، در متن‌های به جای مانده از پاپیاس و ایرنائوس است، که از شحصیت‌های شناخته شده در مسیحیت اولیه (قرن اول و دوم میلادی) هستند.
- رسالهٔ اول پطرس و رسالهٔ دوم پطرس:

در سنت مسیحی، پطرس را نویسندهٔ دو رساله (رسالهٔ اول پطرس و رسالهٔ دوم پطرس) از مجموعهٔ کتب/رساله‌های موجود در بخش عهدجدید از کتاب مقدس مسیحی دانسته‌اند. لازم است ذکر شود که با توجه به حرفهٔ پطرس (ماهی‌گیری) این احتمال هست که وی خود قادر به نوشتن نبوده باشد و سخنان خود را توسط یک دستیار/مترجم به کتابت درآورده باشد. این احتمال با توجه به بخش پایانی رسالهٔ اول پطرس تقویت می‌شود: "این نامه را توسط سیلوانوس، که او را برادری وفادار به شمار می‌آورم در چند کلمه می‌نویسم و موعظه و گواهی می‌دهم که…"
- مقام پطرس در مسیحیت:

پطرس، در مسیحیت، حواری و شاگرد ارشد عیسی مسیح می‌باشد، که عیسی مسیح «کلیسا» و به عبارتی «مسیحیت» را به هدایت او بنا می‌کند. هر چهار انجیل (انجیل مرقس، انجیل لوقا، علی‌الخصوص انجیل متی و انجیل یوحنا) به مقام پطرس بین شاگردان مسیح تأکید کرده‌اند. در انجیل یوحنا، عیسی مسیح خطاب به پطرس رسول، از او می‌خواهد تا مسیحیان را هدایت کند. یوحنای رسول که خود یکی از دوازده حواری بود، در این انجیل به احترامی که برای پطرس رسول قائل بوده است تأکید کرده و در شرح واقعهٔ رستاخیز مسیح می‌نویسد، "هر دو با هم می‌دویدند، اما آن شاگرد دیگر [یوحنا] در جلو، تندتر از پطرس می‌دوید و نخست بر سر قبر آمد. خم شده نظر کرد که کفن در آنجا مانده بود، اما وارد قبر نشد. سپس شمعون پطرس نیز که عقب تر از او [یوحنا] بود رسید و به درون قبر وارد شد… پس آنگاه شاگرد دیگر [یوحنا] که نخست بر قبر رسیده بود، وارد شد .."؛ به این ترتیب یوحنا در نقطهٔ اوج ایمان مسیحیت -رستاخیز مسیح- با ورود نخست پطرس رسول به مقبرهٔ خالی مسیح، بر جایگاه پطرس رسول تأکید می‌کند.
در اعتقادنامهٔ مسیحیان کاتولیک، پطرس رسول، ارشدِ سایر حواریون و سنگ بنای کلیسا دانسته می‌شود که عیسی مسیح، کلید رستگاری و کلیسا را در اختیار او قرار داد.

## پطرس در قرآن و منابع اسلامی
برخی از مفسرین معتقدند پطرس یکی از سه رسول یاد شده در داستان اصحاب قریه است که در قرآن، سوره یس آیه۱۳–۳۶ بیان شده است. روایات در این که شهر این قوم همان شهر باستانی انطاکیه است هم‌نظر هستند. اگرچه مضامین تا اندازه‌ای با منابع مسیحی سازگار است، اما در برخی عناصر داستان تفاوت‌هایی نیز به چشم می‌خورد. ماجرای رفتن برنابا و پولس به انطاکیه، و تبلیغ در آن جا و پیوستن پطرس به آن‌ها، در کتاب اعمال رسولان در باب‌های ۱۱ تا ۱۳ به تفصیل وارد شده است، اما با متن قرآن تفاوت‌هایی دارد؛ برخی روایات در صدد توضیح این اختلاف به جای پولس، توما و برخی یعقوب را می‌گذارند و آمدن پطرس به سوی انطاکیه برای آزادی دو رسول دیگر از زندان پادشاه انطاکیه را تأیید می‌کنند.در منابع اسلامی نیز او با نام شمعون و معمولاً با لقب «صفا» معرفی می‌شود. «صفا» شکل عربی کلمه کیفا در زبان آرامی است به معنای صخره. می‌توان این عنوان را مترادف «شمعون پطرس» در عهد جدید دانست؛ از همین منابع بر می‌آید که او از بستگان عیسی بوده است. علی ابن ابراهیم قمی در تفسیر خویش، به نقل از جعفر صادق بر این نکته تأکید می‌کند که او یگانه پیشوای مسیحیان، و وصی عیسی پس از او بوده است.
عبدالرحیم سلیمانی اردستانی در کتاب خود می‌نویسد: پس از عیسی، پطرس علاوه بر تبلیغ مسیحیت، دوباره به شغل ماهیگیری مشغول شد. در سال‌های نخست پس از عیسی نزاعی الاهیاتی میان مسیحیان درگرفت. نخستین و مهم‌ترین جدایی در تاریخ مسیحیت، همان جدایی پولس از حواریان و در رأس آنان پطرس است. گاهی گروه یهودیان تازه‌مسیحی‌شده در آن سال‌ها، مانند ناصریان و ابیونی‌ها، را زیر رهبری حواریان به ویژه پطرس و یعقوب پسر حلفا عنوان می‌کنند.

## آیا پولس و پطرس اختلاف الاهیاتی داشتند؟ - از دید مسیحیان
در خصوص نظر عبدالرحیم سلیمانی اردستانی در بند بالاتر مبنی بر "جدایی پولس از حواریان و در رأس آنان پطرس" لازم است ذکر شود که هیچ مبنا و مرجعی در کتب عهدجدید مبنی بر نزاع و جدایی بین پولس و پطرس وجود ندارد و ادعای اشتباهی است و هیچ تضاد الاهیاتی در دیدگاه‌های پطرس و پولس وجود ندارد. پولس به عنوان یکی از رسولان مسیح با پطرس رسول در موارد متعددی دیدار داشته‌اند و پولس برای مسیحیان نیازمند و تحت ستم توسط سایر یهودیان در اورشلیم، کمک مالی جمع‌آوری و به اورشلیم می‌فرستاد و از این کار با عنوان "خدمت به مقدسان" نام می‌برد که نشان دهندهٔ احترامی است، که پولس رسول برای مسیحیان اورشلیم و از جمله پطرس و یعقوب رسول قائل است.
اما تنها موردی که پولس از نحوهٔ عملکرد پطرس انتقاد کرد در انطاکیه رخ داد، که پولس آن را در رسالهٔ غلاطیان با صراحت و بدون پنهان‌کاری شرح داده است. پولس رسول از الاهیات یا اعتقادات پطرس رسول انتقاد نکرد، بلکه صرفاً از نحوهٔ عملکرد پطرس رسول بر سر موضوع "همسُفره/هم غذا شدن با مسیحیان غیریهودی (که ختنه نشده بودند)" انتقاد کرد. خلاصهٔ ماجرا این بود، که پطرس رسول و پولس رسول و برنابا رسول در شهر انطاکیه به همراه عده‌ای دیگر از مسیحیان بودند، که اصالتاً غیریهودی بودند و ختنه نشده بودند و با آنان همسفره/هم غذا بودند. در این حین، عده ای از مسیحیان (که اصالتاً جزو شاخهٔ فریسی از یهودیان بودند و خود را پیرو یعقوب رسول می‌خواندند)، به انطاکیه آمدند. این عده از مسیحیان (سابقاً فریسی) که عقاید رادیکال و افراطی داشتند، معتقد بودند تمام نوایمانان مسیحی که اصالتاً یهودی نبودند (و قاعدتاً افراد بزرگسال بودند) باید ختنه شوند، تا رستگار شوند و بتوان آن‌ها را مسیحی به‌شمار آورد، در غیر اینصورت این افراد نجس هستند و همسفره بودن با آنان گناه است. این افراد که قبلاً نیز حتی خود پطرس رسول را نیز بابت پذیرفتن مسیحیان غیریهودی سرزنش کرده بودند، این بار نیز خودسرانه و بدون اینکه از طرف یعقوب رسول دستوری گرفته باشند، به انطاکیه رفته و درصدد ایجاد تنش بوده‌اند. از این رو، پطرس رسول که احتمالاً شخصیت محتاط تری داشته، به علت نگرانی از ایجاد تنش و مشاجره، از مسیحیان غیریهودی فاصله می‌گیرد و برنابا رسول نیز اقدامی مشابه انجام می‌دهد. پولس با دیدن این موضوع، در حضور همه و آشکارا از این اقدام پطرس انتقاد می‌کند. به‌طور کلی، پطرس رسول احتمالاً به نوعی نقش میانجی بین دو گروه مسیحیان نخستین -یهودی و غیریهودی- را داشته که در واقعهٔ انطاکیه نیز، نه به دلایل اعتقادی-الاهیاتی، بلکه صرفاً به دلیل عدم جانبداری از هیچ‌یک از دو گروه، از مسیحیان غیریهودی فاصله می‌گیرد. اما در مقابل، پولس خواستار این بود که نباید در مقابل آن عده از مسیحیان یهودی -که از فریسیان بوده‌اند- کوتاه آمد. به همین دلیل، حتی وقتی پولس موضع پطرس را مورد انتقاد قرار می‌دهد -و نه ایمان یا جایگاه پطرس را- به نظر می‌رسد پطرس از این اقدام خود دفاعی نکرده است.
شاید امروزه موضوع «همسفره/هم غذا شدن با افراد ختنه نشده» موضوع چندان مهمی برای خواننده به نظر نرسد، اما اهمیت این موضوع را می‌توان در یکی از احکام کتاب تلمود یافت که در آن همسفره/هم غذا شدن با غیریهودیان/ختنه نشدگان با همسفره شدن با سگان مقایسه شده. به همین ترتیب، این موضوع در اولین سال‌های مسیحیت نیز موضوع تشنج زایی بود که خود عیسی مسیح و بعداً رسولان مسیح در مقابل آن ایستادند. حال می‌توان علت و ابعاد شرایط و موضوع نقل شده توسط پولس در رسالهٔ غلاطیان را بهتر فهمید، و اینکه نقطهٔ شروع تفاوت قایل شدن و نفرت پراکنی علیه رسولان مسیح (از جمله نفرت پراکنی علیه پولس رسول) از همان اولین سال‌های مسیحیت چگونه به تدریج شکل گرفت.
پطرس رسول احتمالاً بیشتر سعی می‌کرده تا برای جلوگیری از ایجاد شکاف در بین مسیحیان یهودی و غیریهودی، نقش میانی یا اصطلاحاً پُل را به عهده بگیرد. این موضوع از موضع نسبتاً میانهٔ پطرس در شورای اورشلیم و واگذار کردن حرف نهایی به یعقوب رسول نیز دیده می‌شود.

## قتل پطرس
در سال ۶۴ میلادی، نرون (امپراتور روم) دستور به آتش زدن رُم (پایتخت روم) داد و سپس تقصیر را بر گردن مسیحی‌ها نهاد. از این رو که پطرس رهبر کلیسا بود وی را دستگیر کرده و واژگون به خواست خودش بر صلیب کردند؛ زیرا خود وی گفت من لیاقت ندارم مانند عیسی مسیح بمیرم. به این ترتیب تخمین زده می‌شود پطرس بین سال‌های ۶۴ تا ۶۸ میلادی توسط دولت روم اعدام شده باشد.

## نوشته های منسوب به پطرس
در مجموعه ی کتاب مقدس در عهد جدید که شامل متون رسمی و مقدس مسیحیان است، دو رساله منسوب به پطرس وجود دارد. علاوه بر متون رسمی عهد جدید، در ادبیات مسیحی غیر رسمی (آپوکریفای عهد جدید) متونی وجود دارند که خود را به پطرس شمعون منسوب می کنند. بخش پایانی نسخه انجیل پطرس که احتمالاً در ميانه ي قرن دوم ميلادي توسط شخصی ناشناس نوشته شده یکی از آنها است.  نوشته دیگر مکاشفه پطرس است که در فهرست موراتورین یاد شده است و نشان می دهد که چه اهمیت ویژه ای داشته است.  به نظر می رسد مکاشفه پطرس که دو کتاب است، بین سال های 100 تا 150 پس از میلاد نوشته شده باشد.  نوشته دیگر اعمال پطرس است که یکی از قدیمی ترین اعمال رسولان در مسیحیت است و احتمالا مربوط به اواخر قرن دوم پس از میلاد است. 